# 圣西尔 (上维埃纳省)
圣西尔（法語：Saint-Cyr，法語發音：[sɛ̃ siʁ]）是法国上维埃纳省的一个市镇，属于罗什舒阿尔区。

## 地理
圣西尔（45°48'1"N, 0°57'30"E）面积21.3 平方千米，位于法国新阿基坦大区上维埃纳省，该省份为法国中西部省份，北起顺时针与安德尔省、克勒兹省、科雷兹省、多爾多涅省、夏朗德省和维埃纳省接壤。
与圣西尔接壤的市镇（或旧市镇、城区）包括：科尼亚克拉福雷、圣奥旺、戈尔河畔圣洛朗。

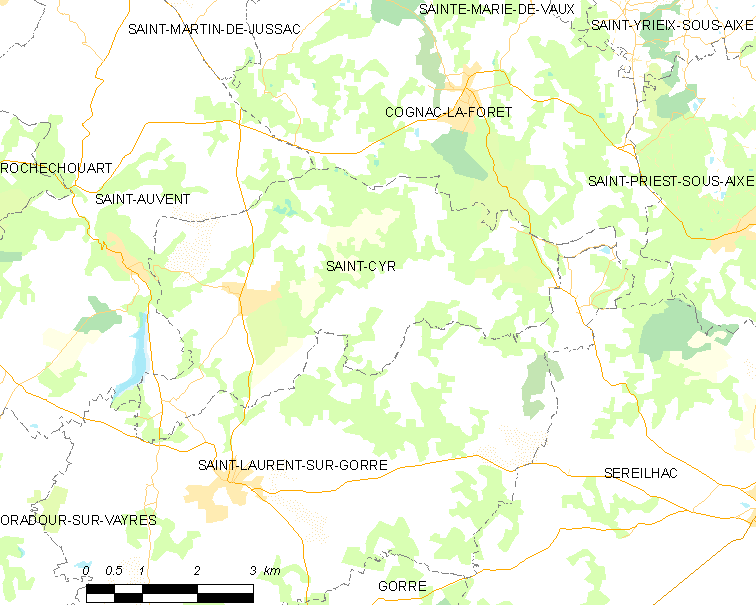
的OSM定位图

圣西尔的时区为UTC+01:00、UTC+02:00（夏令时）。

## 行政
圣西尔的邮政编码为87310，INSEE市镇编码为87141。

## 政治
圣西尔所属的省级选区为罗什舒阿尔县。

## 人口

1962-2008年间人口变化图示

圣西尔于2022年1月1日时的人口数量为676人。